# Vouillé-les-Marais
Vouillé-les-Marais ist eine französische Gemeinde mit 782 Einwohnern (Stand: 1. Januar 2022) im Département Vendée, in der Région Pays de la Loire. Vouillé-les-Marais gehört zum Arrondissement Fontenay-le-Comte und zum Kanton Luçon (bis 2015: Kanton Chaillé-les-Marais). Die Einwohner werden Vouillezais genannt.

## Lage
Vouillé-les-Marais liegt etwa 29 Kilometer nordnordöstlich von La Rochelle. Das Gemeindegebiet gehört zum Regionalen Naturpark Marais Poitevin. Umgeben wird Vouillé-les-Marais von den Nachbargemeinden Le Langon im Norden, La Taillée im Osten, Marans im Süden sowie Chaillé-les-Marais im Westen.
Durch die Gemeinde verläuft die frühere Route nationale 137 (heutige D137).

## Bevölkerungsentwicklung
| 1846                      | 1901 | 1921 | 1962 | 1968 | 1975 | 1982 | 1990 | 1999 | 2006 | 2012 |
| 1675                      | 1574 | 585  | 444  | 390  | 391  | 460  | 528  | 529  | 642  | 728  |
| Quelle: Cassini und INSEE |      |      |      |      |      |      |      |      |      |      |

(seit 1962 ohne Zweitwohnsitze)

## Sehenswürdigkeiten

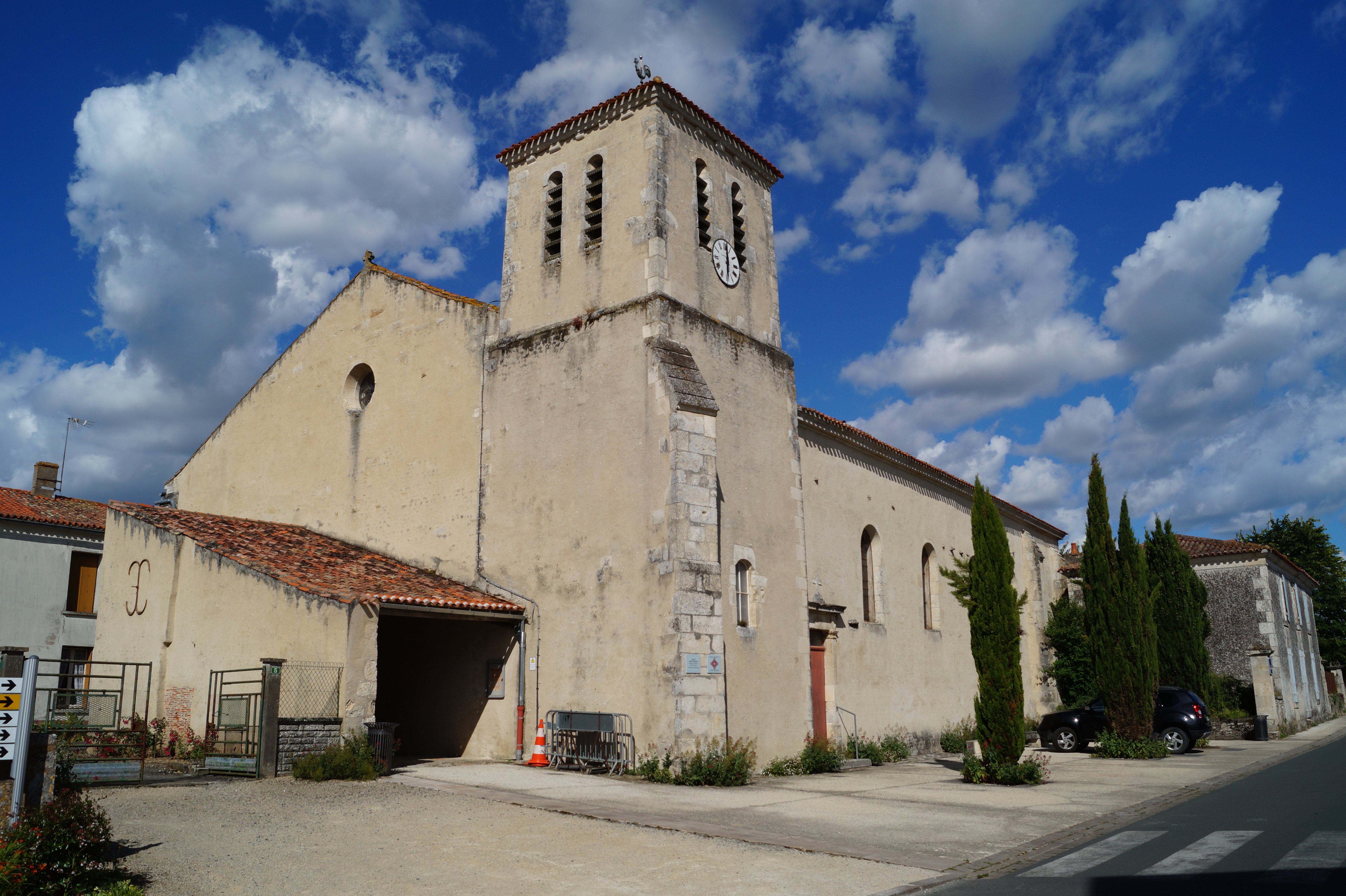
Kirche Saint-Maxent

- Kirche Saint-Maxent (Monument historique)